# Zillisheim
 Zillisheim  (en alsacià Zílse) és un municipi francès, situat a la regió del Gran Est, al departament de l'Alt Rin. L'any 2007 tenia 3.054 habitants.

## Demografia
| 1962  | 1968  | 1975  | 1982  | 1990  | 1999  |
| ----- | ----- | ----- | ----- | ----- | ----- |
| 1.435 | 1.758 | 1.951 | 1.936 | 1.919 | 2.356 |

## Administració
| Període   | Identitat      | Partit |
| --------- | -------------- | ------ |
| 1971-1995 | Jean Diemunsch |        |
| 1995-     | Joseph Goester |        |